# Zgodovinski spomeniki starodavnega Kjota
Unescov seznam svetovne dediščine Zgodovinski spomeniki starodavnega Kjota (mesta Kjoto, Udži in Ocu) zajema 17 lokacij na Japonskem v mestu Kjoto in njegovi neposredni bližini. Leta 794 je japonska cesarska družina prestolnico preselila v Heian-kjo. Lokacije so v treh mestih: Kjoto in Udži v prefekturi Kjoto; in Ōcu v prefekturi Šiga; Udži in Ōcu mejita na Kjoto na jugu oziroma severu. Od spomenikov je 13 budističnih templjev, tri šintoistična svetišča in eden je grad. Objekti vključujejo 38 stavb, ki jih je japonska vlada označila za nacionalni zaklad, 160 nepremičnin, označenih za pomembne kulturne dobrine, osem vrtov, označenih za posebne kraje slikovite lepote in štiri označene za kraj slikovite lepote. Leta 1994 je UNESCO mesto uvrstil na seznam svetovne dediščine.

## Kriterij izbora
Kjoto ima precejšnje število zgodovinskih stavb, za razliko od drugih japonskih mest, ki so jih izgubila zaradi tujih invazij in vojne; in ima največjo koncentracijo določenih kulturnih dobrin na Japonskem. Čeprav so ga v enajstih stoletjih kot cesarsko prestolnico opustošile vojne, požari in potresi, je bilo Kjotu prihranjeno veliko uničenja in nevarnosti druge svetovne vojne. Delno so ga rešili pred skoraj univerzalnim bombardiranjem velikih mest na Japonskem, da bi ga ohranili kot glavno tarčo atomske bombe. Kasneje je bil odstranjen s seznama tarč atomske bombe z osebnim posredovanjem vojnega sekretarja Henryja L. Stimsona, saj je Stimson želel rešiti to kulturno središče, ki ga je poznal iz medenih tednov in kasnejših diplomatskih obiskov. Posledično je bil kot cilj dodan Nagasaki.
17 objektov na seznamu svetovne dediščine izvira iz obdobja med 10. in 19. stoletjem, vsak pa je reprezentativen za obdobje, v katerem je bil zgrajen. Unesco je pri izboru upošteval zgodovinski pomen regije Kjoto. 

## Seznam objektov
V tabeli so navedeni podatki o vsakem od 17 navedenih objektov na seznamu svetovne dediščine:
Ime: v angleščini, slovenjeno in japonščini
Tip: Namen lokacije. Seznam vključuje 13 budističnih templjev (-dži), 3 šintoistična svetišča (-džindža) in en grad (-džo).
Obdobje: pomembno časovno obdobje, običajno gradnje
Lega: lega mesta (po oddelkih) in po geografskih koordinatah
Opis: kratek opis
| Ime                                                                                                   | Slika                      | Tip                                                         | Obdobje                          | Lega                                                                          | Opis |
| --- | -------------------------- | ----------------------------------------------------------- | -------------------------------- | ----------------------------------------------------------------------------- | --- |
| Kamowakeikazuchi Shrine svetišče Kamovakeikazuči (賀茂別雷神社) a.k.a. Svetišče Kamigamo (上賀茂神社) |                            | šintoistično svetišče                                       | 7. st. - zgodnje Obdobje Heian   | Kita-ku, Kjoto, 35°03′37″N 135°45′10″E / 35.06028°N 135.75278°E               | Eno najstarejših šintoističnih svetišč na Japonskem, eno od dveh tradicionalno povezanih svetišč Kamo v Kjotu. Kamo-džindža ima funkcijo zaščite Kjota pred škodljivimi vplivi. Svetišče je posvečeno čaščenju Kamo Vake-ikazučija, kamija groma. |
| Kamomioya Shrine svetišče Kamomioja (賀茂御祖神社) a.k.a. svetišče Šimogamo (下鴨神社)                |                            | šintoistično svetišče                                       | 6. st. – zgodnje Obdobje Heian   | Sakjō-ku, Kjoto, 35°02′20″N 135°46′21″E / 35.03889°N 135.77250°E              | Drugo od dveh Kamo-džindža, tradicionalno povezanih svetišč Kamo v Kjotu, ki služita zaščiti Kjota pred škodljivimi vplivi. Svetišče je posvečeno čaščenju Tamajori-hime (玉依姫; dobesedno deklica, ki vabi duha) in njenega očeta Kamo Takecunomija (賀茂建角身).). |
| Kyōōgokoku-ji Kjoogokoku-dži (教王護国寺) a.k.a. To-dži (東寺)                                        |                            | Budistični tempelj (Šingon)                                 | 8. st. - Obdobje Heian           | Sakjō-ku, Kjoto, 34°58′51.48″N 135°44′48.02″E / 34.9809667°N 135.7466722°E    | Budistični tempelj sekte Šingon je nekoč imel partnerja Sai-dži (Zahodni tempelj) in skupaj sta stala ob Rašomonu, vratih v prestolnico Heian. Uradno je bil znan kot Kjō-ō-gokoku-dži (教王護国寺 Tempelj za obrambo naroda s pomočjo kralja doktrin), kar nakazuje, da je prej deloval kot tempelj, ki je zagotavljal zaščito naroda. Tempelj je iz leta 796, dve leti po tem, ko se je prestolnica preselila v Heian-kjo. Skupaj s svojim partnerjem Sai-džidžem in templjem Šingon-in (ki je v palači Heian) je bil eden od le treh budističnih templjev, dovoljenih v prestolnici tistega časa in je edini od treh, ki je ohranjen do danes. |
| Kijomizu-dera Tempelj Kijomizu (清水寺)                                                               | Kijomizu-dera              | Budistični tempelj (neodvisen)                              | 8. st. - Obdobje Heian           | Higašijama-ku, Kjoto 34°59′42″N 135°47′06″E / 34.99500°N 135.78500°E          | Tempelj Kijomizu, ki je bil prvotno dokončan leta 780, je leta 805 postal cesarski tempelj. Pogorel je in bil rekonstruiran devetkrat, večina struktur pa je iz 1630-ih. Glavna dvorana (hondo) je zgrajena na pobočju, podprta z masivnimi lesenimi stebri in zgrajena brez enega samega žeblja. Hondo je japonski nacionalni zaklad; kompleks je tudi dom 18 japonskih pomembnih kulturnih znamenitosti. |
| Enryaku-ji Enrjaku-dži (延暦寺)                                                                       | Enrjaku-dži                | Budistični tempelj (Tendai)                                 | 8. st. - Obdobje Heian           | Ōcu, Šiga 35°4′13.62″N 135°50′27.33″E / 35.0704500°N 135.8409250°E            | Tempelj je leta 788 ustanovil Saičo, ki je na Japonsko s Kitajske predstavil sekto mahajanskega budizma Tendai. Na svojem vrhuncu v 10. stoletju je bil Enrjaku-dži ogromen kompleks kar 3000 podtempljev in mogočne vojske bojevitih menihov. Vojskovodja Oda Nobunaga je končal to budistično bojevitost leta 1571 z napadom na Enrjaku-dži, porušil stavbe in pobil menihe. Sedanje strukture izvirajo iz poznega 16. st. do začetka 17. st. in odražajo podrobnosti iz obdobja Edo, vendar je bila glavna stavba (Konpončudo, nacionalni zaklad) zgrajena leta 887.                                                                           |
| Daigo-ji Daigo-dži (醍醐寺)                                                                           | Daigo-dži                  | Budistični tempelj (Šingon)                                 | 9. st - Obdobje Heian            | Fušimi-ku, Kjoto, 34°57′3.57″N 135°49′10.51″E / 34.9509917°N 135.8195861°E    | Daigo-dži obsega dve glavni območji: zgornji del (na vrhu gore Daigo) in spodnji del na zahodnem pobočju. Šest struktur, vključno z glavno dvorano (Kondō) in njeno petnadstropno pagodo (Godžūnotō, dokončana leta 952), je nacionalno bogastvo. Tempelj ima 12 drugih imenovanih nacionalnih zakladov, ima pa več deset pomembnih kulturnih dobrin. Sanbō-in Teien (vrt), ki ga je leta 1598 preuredil Tojotomi Hidejoši, je posebno mesto slikovite lepote. |
| Ninna-ji Ninna-dži (仁和寺)                                                                           | Ninna-dži                  | Budistični tempelj (Šingon)                                 | 9. st. - Obdobje Heian           | Ukjō-ku, Kjoto, 35°1′51.63″N 135°42′49.58″E / 35.0310083°N 135.7137722°E      | Gradnjo Ninna-dži je začel cesar Kōkō leta 886, dokončal pa jo je leta 888 cesar Uda, ki je postal budistični duhovnik in se tam naselil po svoji abdikaciji leta 897. Od takrat do obnove Meidži je bil glavni duhovnik templja vedno Cesarska linija. Tempelj je bil uničen med vojno Ōnin leta 1467, sedanje stavbe pa izvirajo iz njegove obnove v letih 1641–44. Kondō (znan kot zlata dvorana) je bil sem prestavljen iz cesarske palače in je nacionalni zaklad. |
| Byōdō-in Bjodo-in (平等院)                                                                            | Bjodo-in Feniksova dvorana | Budistični tempelj (v skupnem lastništvu Jōdo šū in Tendai) | 11. st. - Obdobje Heian          | Udži, Kjoto, 34°53′21.45″N 135°48′27.69″E / 34.8892917°N 135.8076917°E        | Prvotno aristokratska vila v bližnjem mestu Udži v Kjotu je Bjodo-in leta 1052 postal budistični tempelj. Glavna dvorana (Amida-dō, popularno znana kot Hōō-dō ali »Feniksova dvorana«) je edina preostala prvotna stavba; druge so bile požgane med državljansko vojno leta 1331. Feniksova dvorana in njen vrt s svojim kitajskim vplivom naj bi predstavljal Saiko-Gokurado-Jōdo (Čisti zemeljski raj na Zahodu). |
| Ujigami Shrine Svetišče Udžigami (宇治上神社)                                                         | Udžigami-džindža           | šintoistično svetišče                                       | 11. st. - Obdobje Heian          | Udži, Kjoto, 34°53′31″N 135°48′41″E / 34.89194°N 135.81139°E                  | Udžigami-džindža, varuško svetišče za bližnji Bjodo-in in poleg svetišča Udži, je bilo prvotno zgrajeno okoli leta 1060, zaradi česar je najstarejše prvotno šintoistično svetišče na Japonskem. Je najstarejši primer arhitekture svetišč v slogu nagare-zukuri na Japonskem, kjer so tri notranje strukture svetišča zgrajene druga ob drugi, pri čemer je struktura v sredini večja od tistih na levi in desni. |
| Kōzan-ji Kozan-dži (高山寺)                                                                           | Kozan-dži                  | Budistični tempelj (Šingon)                                 | 13. st. – obdobje Kamakura       | Ukjō-ku, Kjoto, 35°3′36.39″N 135°40′42.85″E / 35.0601083°N 135.6785694°E      | Kōzan-dži, v gorah severozahodno od mesta Kjoto, je na idealni lokaciji za gorski asketizem. Nekatera poročila pravijo, da je bil tempelj ustanovljen leta 774, vendar je leto 1206 preverljivo; tempelj je bil večkrat uničen zaradi požara in vojne. Najstarejša obstoječa stavba je Sekisui-in (石水院), ki izvira iz obdobja Kamakura (1185–1333), druge pa so bile obnovljene leta 1634. |
| Saihō-ji Saiho-dži (西芳寺) a.k.a. "Moss temple" (苔寺, Koke-dera)                                    | Saihō-dži                  | Budistični tempelj (Rinzai Zen)                             | 8. st. - Obdobje Heian           | Nishikyō-ku, Kjoto, 34°59′31.06″N 135°40′59.93″E / 34.9919611°N 135.6833139°E | Tempelj je bil v prvi vrsti zgrajen v čast Amitabhi in je znan po mahovnem vrtu. Več kot 120 vrst mahov je prisotnih v dvonadstropnem vrtu, ki spominja na čudovito zeleno preprogo z mnogimi subtilnimi odtenki. Saihō-dži je uničil požar med vojno Ōnin in dvakrat opustošile poplave v obdobju Edo, vendar je bil od takrat obnovljen. |
| Rokuon-ji Rokuon-dži \|鹿苑寺\| a.k.a. Tempelj zlatega paviljona (金閣寺, Kinkaku-dži)                | Kinkaku-dži                | Budistični tempelj (Rinzai Zen)                             | 15. st. – obdobje Muromači       | Kita-ku, Kjoto, 35°2′21.85″N 135°43′45.71″E / 35.0394028°N 135.7293639°E      | Rokuon-dži, ki je bil prvotno zgrajen v obdobju Kamakura kot aristokratovo podeželsko posestvo, je leta 1422 postal budistični tempelj. Znan je predvsem po Kinkakuju (ali "zlatem paviljonu"), katerega drugo in tretje nadstropje sta v celoti pozlačena z zlatom, kar pooseblja tako imenovana "kultura Kitajama" tega obdobja. Stavbo je leta 1950 do tal zažgal menih, ki je bil kasneje razglašen za duševno bolnega in so jo ponovno zgradili leta 1955. Tempelj je znan tudi po svojih čudovitih vrtovih in ribniku, zasnovanem tako, da v svojo pokrajino vključi bližnjo goro Kinugasajama.                                             |
| Ryōan-ji Rjoan-dži (竜安寺、龍安寺, Tempelj miroljubnega zmaja)                                       | Rjōan-dži                  | Budistični tempelj (Rinzai Zen šola Mjōšindži)              | 15. st. – obdobje Muromači       | Ukjō-ku, Kjoto, 35°2′4.18″N 135°43′5.71″E / 35.0344944°N 135.7182528°E        | Rjōan-džijev vrt velja za enega najlepših ohranjenih primerov kare-sansui (suha pokrajina), prefinjene vrste japonskega zenovskega tempeljskega vrta, ki na splošno vsebuje značilne večje skalne formacije, razporejene sredi niza gladkih kamenčkov, zbranih v linearne vzorce, ki olajšajo meditacijo. Prvotno aristokratova podeželska vila je Rjoan-dži leta 1450 postal zenovski tempelj. Ko je leta 1797 njegove stavbe uničil požar, je bil Hojo iz Seigen-ina, zgrajen leta 1606, prestavljen v Rjoan-dži in postal glavna dvorana templja.                                                                                              |
| Nishi Hongan-ji Niši Hongan-dži (西本願寺)                                                            | Niši Hongan-dži            | Budistični tempelj (Jodo Šinšu )                            | 16. st. – obdobje Azuči-Momojama | Šimogjō-ku, Kjoto]], 34°59′31.37″N 135°45′5.81″E / 34.9920472°N 135.7516139°E | Eden od dveh tempeljskih kompleksov v osrednjem Kjotu, Niši Hongan-dži, je glavni tempelj sekte Jodo Šinšu budizma čiste dežele. Hongvan-dži, ki je bil prvotno ustanovljen v kjotskem območju Higašijama v 13. stoletju, so preselili na več lokacij in ga končno preselili leta 1591 na sedanje mesto, ko je Tojotomi Hidejoši dal zemljišče templju. Njegova vrata, znana kot Karamon (唐門), so označena kot nacionalni zaklad Japonske. |
| Nijō Castle Grad Nidžo (二条城, Nijō-jō)                                                              | Grad Nidžō                 | Grad                                                        | 17. st. - Obdobje Edo            | Nakagjō-ku, Kjoto, 35°0′50.96″N 135°44′51.0″E / 35.0141556°N 135.747500°E     | Grad Nidžō je leta 1601 ukazal zgraditi šogun Tokugava Iejasu in dokončal med vladavino Tokugava Iemicuja leta 1626. Bogato okrašen kompleks je služil kot rezidenca v Kjotu in sprejemna dvorana za šogune Tokugava do leta 1867, ko ga je uporabil zadnji šogun Tokugava Jošinobu svojo palačo Ninomaru, da razglasi konec šogunata in oblast vrne cesarskemu dvoru. Grad je postal cesarska samostojna palača, dokler ni bil leta 1939 podarjen mestu Kjoto. |